# 1884 en sport
Cet article présente les faits marquants de l'année 1884 en sport.

## Athlétisme
- 1re édition des championnats d’athlétisme du Canada.
- 5e édition des championnats AAA d'athlétisme de Grande-Bretagne.
  - James Cowie remporte le 100 yards et le 440 yards.
  - Walter George le 880 yards, le mile, le 4 miles et le 10 miles.
  - William Snook le steeplechase.
  - CW Gowthorpe le 120 yards haies.
  - Tom Ray le saut en hauteur (1,70 m) et le saut à la perche (3,15 m).
  - Ernest Horwood le saut en longueur (6,63 m).
  - L’Irlandais Owen Harte le lancer du poids (12,14 m) et le lancer du marteau (25,43 m).
  - L’Américain Henry Meek le 7 miles marche.
- 9e édition des championnats d'athlétisme des États-Unis.
  - Malcolm Webster Ford (en) remporte le 100 yards.
  - Lon Myers le 200 yards, le 440 yards et le 880 yards.
  - Percy Madeira le mile.
  - George Stonebridge le 5 miles.
  - Silas Safford le 120 yards haies.
  - JT Rinehart le saut en hauteur (1,73 m).
  - Hugh Baxter le saut à la perche (3,20 m).
  - Malcolm Webster Ford (en) le saut en longueur (6,44 m).
  - Frank Lambrecht le lancer du poids (12,15 m) et le lancer du marteau (28,16 m).
- 9e édition du championnat britannique de cross-country à Sutton Coldfield. Walter George s’impose en individuel ; Moseley Harriers enlève le titre par équipe.
- 24 juin : le Stade Français, club français d’athlétisme fondé en 1883, commence ses activités aux Tuileries. Contrairement au très select Racing, le Stade ouvre ses portes à toutes les classes sociales.

## Aviron
- 7 avril : The Boat Race entre les équipes universitaires d'Oxford et de Cambridge. Cambridge s'impose[1].
- 26 juin : régate universitaire entre Harvard et Yale. Yale s'impose[2].

## Baseball
- 23 - 24 octobre : première édition aux États-Unis du World's Championship Series de baseball entre les champions de l'American Association et de la Ligue nationale. Providence Grays remportent la série en trois matches (3-0) face aux New York Metropolitans.
- Première mesure « officielle » de caractère raciste en baseball américain. Moses Walker, premier joueur noir à évoluer en major league, et son frère sont virés des Toledo Blue Stockings.
- Conflit entre les joueurs professionnels américains de baseball et leurs clubs. Les meilleurs joueurs quittent les rangs de la Ligue nationale pour monter l’Union Association qui met en place un championnat de douze clubs géré par les joueurs. Les Saint-Louis Maroons remportent cette unique édition avec 94 victoires et 19 défaites, car cette compétition autogérée par les joueurs n’est pas reconduite la saison suivante.
- 9e édition aux États-Unis du championnat de baseball de la Ligue nationale. Les Providence Grays s’imposent avec 84 victoires et 28 défaites.
- 3e édition aux États-Unis du championnat de baseball de l'American Association. Les New York Metropolitans s’imposent avec 75 victoires et 32 défaites.

## Boxe
- 30 juillet : premier championnat du monde de boxe suivant les règles du Marquis de Queensberry. L’irlandais Jack (Nonpareil) Dempsey bat l’américain Georges Fulljames en poids moyens.

## Combiné nordique
- 4e édition de la Husebyrennet. Elle se déroule à Ullern, près d'Oslo. L'épreuve, disputée sur un tremplin de 20 mètres et sur une piste de 4 kilomètres est remportée par Richard Blichfeldt.

## Cricket
- 10 - 12 juillet : premier des trois test matches de la tournée anglaise de l’équipe australienne de cricket. Match nul entre l’Angleterre et l’Australie.
- 21 - 23 juillet : 2e des trois test matches de la tournée anglaise de l’équipe australienne de cricket. L’Angleterre bat l’Australie par 5 runs.
- 11 - 13 août : 3e des trois test matches de la tournée anglaise de l’équipe australienne de cricket. Match nul entre l’Angleterre et l’Australie. L’Angleterre remporte la série des Ashes par 1-0.
- 12 - 16 décembre : premier des cinq test matches de la tournée australienne de l’équipe anglaise de cricket. L’Angleterre bat l’Australie par 10 wickets.
- Le Nottinghamshire County Cricket Club est sacré champion en Angleterre[3].

## Cyclisme
- 5e édition de la course cycliste suisse, le Tour du lac Léman. Paul Bruel s’impose.

## Football
- 26 janvier : à Belfast (Ballynafeigh Park), premier match international opposant Écossais et Irlandais. L'Écosse s'impose 0-5 sur l'Irlande. 2 000 spectateurs. Ce match compte pour la première édition du tournoi mettant aux prises les quatre associations britanniques.
- 1er mars : incidents à l'occasion de la demi-finale de FA Cup Blackburn Rovers - Notts County FC disputée à Birmingham. Les spectateurs locaux, supporters d'Aston Villa Football Club, règlent leurs comptes avec les rivaux de Notts County FC : jets de projectiles, insultes…
- 29 mars : finale de la 13e FA Challenge Cup (100 inscrits). Blackburn Rovers 2, Queen's Park FC 1. 14 000 spectateurs au Kennington Oval.
- 28 septembre : premier match de football disputé à Anfield, actuel antre du Liverpool FC. C'est le rival Everton Football Club qui a l'honneur d'inaugurer Anfield au cours d'un match face à Earlestown.
- Queen's Park FC remporte la 11e édition de la Coupe d'Écosse à la suite du forfait de Vale of Leven en finale.
- Des élèves de la Wyggeston School fondent le club de football de Leicester Fosse (futur Leicester City FC).
- Des joueurs de cricket du Derbyshire Cricket Club fondent le club de football de Derby County.

## Football australien
- Geelong Football Club remporte le championnat de la Victorian Football League.
- Port Adelaide champion de South Australia.
- Sydney champion de NSW.

## Football gaélique&Hurling
- 1er novembre : fondation à Dublin de la Gaelic Athletic Association qui gère notamment le Hurling et le Football Gaélique.

## Golf
- 3 octobre : Jack Simpson remporte l'Open britannique à Prestwick[4].

## Hockey sur glace
- 11 février : le club des Victorias de Montréal s'imposent face au club des Sénateurs d'Ottawa 1-0 pour remporter le deuxième tournoi de hockey sur glace du Carnaval d'hiver de Montréal.

## Joute nautique
- F. Soulayrac (dit lou borgne) remporte le Grand Prix de la Saint-Louis à Cette[5].

## Natation
- 8 juillet : inauguration de la piscine couverte de la rue Château-Landon à Paris.

## Pelote basque
- La pelote Basque et son gant d’osier, la chistera, s’implante en Argentine. Le professionnalisme est même instauré.

## Rugby à XV
- 5 janvier : l’Angleterre bat le Pays de Galles à Leeds.
- 4 février : l’Angleterre bat l’Irlande à Dublin.
- 1er mars : l’Angleterre bat l’Écosse à Blackheath.
- 12 avril : dans le dernier match du Tournoi, le pays de Galles évite la dernière place en battant au stade national de Cardiff l'Irlande sur le score de 1 à 0[6]

## Sport hippique
- Angleterre : St-Gatien et Harvester (égalité) gagnent le Derby d'Epsom[7].
- Angleterre : Voluptary gagne le Grand National[8].
- Irlande : Theologian gagne le Derby d'Irlande[9].
- France : Little Duck gagne le Prix du Jockey Club[10].
- France : Frégate gagne le Prix de Diane[11].
- Australie : Malua gagne la Melbourne Cup[12].
- États-Unis : Buchanan gagne le Kentucky Derby[13].
- États-Unis : Panique gagne la Belmont Stakes[14].

## Sumo
- L’empereur japonais Meiji organise un grand tournoi de Sumo. Ce sport traditionnel en perte de vitesse depuis le début du XIXe siècle n’était pas aidé par l’occidentalisation du pays alors en cours, assimilant le sumo à un archaïsme. Le tournoi de l’empereur connaît un grand succès, et le sumo symbolise depuis lors un des piliers du « Japon éternel ».

## Tennis
- 5 - 19 juillet : 8e édition du Tournoi de Wimbledon.
  - L’Anglais William Renshaw s’impose en simple hommes.
  - L’Anglaise Maud Watson s'impose en simple femmes.
- 26 - 27 août : 4e édition du championnat des États-Unis.
  - L’Américain Richard Sears s’impose en simple hommes.
  - Les Américains Richard Sears et James Dwight s'imposent en double hommes.

## Toboggan
- la piste de Cresta Run est construite à Saint-Moritz en Suisse et est utilisée pour le skeleton et le bobsleigh[15].

## Naissances
- 1er janvier : Louis Mesnier, footballeur français. († 10 octobre 1921).
- 18 janvier : John Eisele, athlète de steeple américain. († 30 mars 1933).
- 23 janvier : Richard Verderber, fleurettiste et sabreur autrichien. († 8 septembre 1955).
- 29 janvier : Douglass Cadwallader, golfeur américain. († 7 février 1971).
- 8 février : Reginald Baker, boxeur  puis acteur australien. († 2 décembre 1953).
- 13 février : Alfred Gilbert, athlète de sauts américain. († 24 janvier 1961).
- 17 février : Reinier Beeuwkes, footballeur néerlandais. († 1er avril 1963).
- 29 février : Frederick Grace, boxeur anglais. († 23 juillet 1964).
- 6 mars : Molla Bjurstedt, joueuse de tennis américano-norvégienne. († 22 novembre 1959).
- 11 mars : Victor Dupré, cycliste sur piste français. († 7 juin 1938).
- 17 mars : Ralph Rose, athlète de lancers américain. († 16 octobre 1913).
- 1er avril : Ralph Kirby, footballeur puis entraîneur anglais. († 9 avril 1946).
- 2 avril : Paul Duboc, cycliste sur route français. († 19 août 1941).
- 3 avril : Jimmy Matthews, joueur de cricket australien. († 14 octobre 1943).
- 6 avril : J. G. Parry-Thomas, pilote de courses automobile britannique. († 3 mars 1927).
- 7 avril : Clement Smoot, golfeur américain. († 19 janvier 1963).
- 11 avril : Paul Voyeux, footballeur français. († ? mai 1968).
- 16 avril : Axel Norling, gymnaste suédois. († 7 mai 1964).
- 24 avril : Otto Froitzheim, joueur de tennis allemand. († 27 octobre 1962).
- 25 avril : 
  - Arthur Chevrolet, pilote de courses automobile et entrepreneur américano-suisse. († 16 avril 1946).
  - Jean-Baptiste Dortignacq, cycliste sur route français. († 13 mai 1928).
- 1er mai : Francis Curzon, pilote de courses automobile britannique. († 26 juillet 1964).
- 3 mai : Willie Reid, footballeur écossais. († 1er mai 1966).
- 5 mai : 
  - Achille Germain, cycliste sur route et sur piste français. († 12 avril 1938).
  - Alice Milliat, nageuse et rameuse puis dirigeante sportive française. Cofondatrice et présidente de la FSFSF puis de la FSFI. († 19 mai 1957).
  - Carl Osburn, tireur sportif américain. († 28 décembre 1966).
- 13 mai : André Auffray, cycliste sur piste français. († 4 novembre 1953).
- 15 mai : Joseph Dréher, athlète de demi fond et de fond français. († ? 1941).
- 19 mai :
  - Frithiof Mårtensson, lutteur de gréco-romaine suédois. († 20 juin 1956).
  - David Munson, athlète de fond américain. († 17 septembre 1953).
- 2 juin : 
  - Ferdinando Minoia, pilote de courses automobile italien. († 28 juin 1940).
  - Bruce Ridpath, hockeyeur sur glace canadien. († 4 juin 1925).
- 14 juin : Georg Zacharias, nageur allemand. († 31 juillet 1953).
- 15 juin : 
  - Rodney Heath, joueur de tennis australien. († 6 octobre 1936).
  - Albert Iremonger, footballeur et joueur de cricket anglais. († 9 mars 1958).
- 24 juin : Ivan Dreyfus, footballeur suisse. († 8 février 1975).
- 4 juillet : Jack Warhop, joueur de baseball américain. († 4 octobre 1960).
- 5 juillet : Luigi Forlano, footballeur italien. († 16 juillet 1916).
- 13 juillet : Yrjö Saarela, lutteur de gréco-romaine finlandais. († 30 juin 1951).
- 17 juillet : Umberto Malvano, footballeur italien. († 15 septembre 1971).
- 21 juillet : Louis Abell, rameur américain. († 25 octobre 1962).
- 25 juillet : Ludowika Jakobsson, patineuse artistique individuelle et de couple germano-finlandaise. († 1er novembre 1968).
- 26 juillet : Gáspár Borbás, footballeur hongrois. († 14 octobre 1976).
- 3 août : 
  - Georges Boillot, pilote de courses automobile français. († 21 avril 1916).
  - Constant Feith, footballeur néerlandais. († 15 septembre 1958).
- 4 août : Henri Cornet, cycliste sur route français. († 18 mars 1941).
- 6 août : Joe Birmingham, joueur de baseball américain. († 24 avril 1946).
- 17 août : Dario Resta, pilote de courses automobile britanno-américain. († 2 septembre 1924).
- 12 septembre : Martin Klein, lutteur estonien et russe. († 11 février 1947).
- 24 septembre : Gustave Garrigou, cycliste sur route français. († 28 janvier 1963).
- 4 octobre : Ken Mallen, hockeyeur sur glace canadien. († 23 avril 1930).
- 18 octobre : Burt Shotton, joueur de baseball américain. († 29 juillet 1962).
- 3 novembre : Calvin Bricker, athlète de sauts canadien. († 22 avril 1963).
- 4 novembre : Claes Johanson, lutteur de gréco-romaine suédois. († 9 mars 1949).
- 19 novembre : Gaston Cyprès, footballeur français. († 18 août 1925).
- 1er décembre : 
  - Hans Eicke, athlète de sprint allemand. († 22 août 1947).
  - Armand Massard, épéiste puis dirigeant sportif français. Président de la FFE de 1943 à 1945 et du CNOSF de 1933 à 1967. († 9 avril 1971).
- 2 décembre : Paul Lizandier, athlète de fond français. († 4 février 1969).
- 3 décembre : Tibby Cotter, joueur de cricket australien. († 31 octobre 1917).
- 4 décembre : Harvey Cohn, athlète de demi-fond américain. († ? juillet 1965).
- 12 décembre :
  - John Heijning, footballeur néerlandais. († 19 mai 1947).
  - Eddie Livingstone, entraîneur de hockey sur glace puis dirigeant sportif canadien. († 11 septembre 1945).
- 17 décembre : Henri Holgard, footballeur français. (° 21 août 1927).
- 18 décembre : Walter Smaill, hockeyeur sur glace canadien. († 2 mars 1971).
- 29 décembre : Maurice Tilliette, footballeur français. († 26 août 1973).
- 31 décembre : Charles Renaux, footballeur français. († 17 octobre 1971).
- ? : Henri Bellocq, footballeur français. († ?).
- ? : Alfred Gindrat, footballeur français. († ?).
- ? : Félix Julien, footballeur français. († ?).
- ? : Fernand Massip, footballeur français. († ?).

## Décès
- 3 avril : Jem Ward, boxeur anglais. (° 26 décembre 1800).
- 5 avril : John Wisden, joueur de cricket anglais. (° 5 septembre 1826).